# Tennistavolo ai XVI Giochi dei piccoli stati d'Europa
Le competizioni di tennistavolo ai XVII Giochi dei piccoli stati d'Europa si sono svolte dal 2 al 6 giugno 2015.

## Podi
| Evento              | Oro                                   | Argento                              | Bronzo                                            |
| Singolare maschile  | Damien Provost                        | Irfan Cekic                          | Marios Yiangou                                    |
| Singolare maschile  | Damien Provost                        | Irfan Cekic                          | Luka Bakic                                        |
| Singolare femminile | Yang Xiaoxin                          | Sarah De Nutte                       | Victoria Lucenkova                                |
| Singolare femminile | Yang Xiaoxin                          | Sarah De Nutte                       | Egle Tamasauskaite                                |
| Doppio maschile     | Montenegro Luka Bakic Irfan Cekic     | Lussemburgo Eric Glod Gilles Michely | Cipro Marios Yiangou Yiangos Yiangou              |
| Doppio maschile     | Montenegro Luka Bakic Irfan Cekic     | Lussemburgo Eric Glod Gilles Michely | San Marino Marco Vannucci Lorenzo Ragni           |
| Doppio femminile    | Lussemburgo Sarah De Nutte Ni Xialian | Monaco Lauren Riley Yang Xiaoxin     | Montenegro Sonja Jankovic Neda Milacic Bogdanovic |
| Doppio femminile    | Lussemburgo Sarah De Nutte Ni Xialian | Monaco Lauren Riley Yang Xiaoxin     | Malta Victoria Lucenkova Jessica Pace             |